# Белокаменка (Челябинская область)
Белокаменка — посёлок в Троицком районе Челябинской области России, относится к Нижнесанарскому сельскому поселению.

## Население
| 2002 | 2010 |
| ---- | ---- |
| 166  | ↘106 |

в 1928 — 32, в 1971 — 798, в 1995 — 193.

## История
Поселок основан в середине 19 века. Название получил по цвету пород, выходящих на поверхность по берегам реки Санарки. До 1959 поселок относился к Осиповскому сельсовету.
В 1931 году в Белокаменке опытный организатор, профессор Е.Р. Клевезаль, основал новую клинику (ныне Челябинская областная психиатрическая больница № 3). Е.Р. Клевезаль буквально с нуля начинает строить будущую психиатрическую клинику. В 1932 году в живописном месте на берегу речки Санарки была открыта Троицкая психиатрическая колония – первое стационарное психиатрическое учреждение в Челябинской области. Для этого был построен лечебный корпус на 30 коек с печным отоплением и хозяйственные постройки. Е.Р. Клевезалю удалось многое сделать для организации лечебного процесса, созданию тесных научных связей с Москвой и Ленинградом. Этому способствовало научно-практическое сотрудничество с академиком В.М. Бехтеревым. В дальнейшем под руководством Е.Р. Клевезаля психколония расширилась и количество больных достигло 200. Организовано подсобное хозяйство, где были свинарник, пасека, овощные огороды, пахотные земли для выращивания пшеницы, овса. Построен маленький кирпичный завод. В коптильне готовили прекрасные окорока, которые давались больным. Во время ВОВ 5 ноября 1941 по ложному доносу главный врач был арестован и расстрелян в местах лишения свободы. В 1980-е годы больница переведена в Троицк.

## Инфраструктура
Имеется школа-детский сад на 40 человек.